# Chonin (Governador Valadares)
Chonin (por vezes grafado Xonin), também conhecido como Chonin de Cima, é um distrito do município brasileiro de Governador Valadares, no interior do estado de Minas Gerais. Segundo o censo demográfico de 2022, realizado pelo Instituto Brasileiro de Geografia e Estatística (IBGE), sua população era de 1 417 habitantes e havia 575 domicílios particulares permanentes ocupados. Possui área de 170,77 km² conforme a Fundação João Pinheiro (FJP).
De acordo com o IBGE, em 2010 a população era de 1 976 habitantes e havia 864 domicílios particulares.
A área começou a ser ocupada por um grupo de famílias oriundas de Guanhães por volta de 1885. No local, que até então era coberto por mata nativa, desenvolveram a agricultura e pecuária. O distrito veio a ser criado pela lei estadual nº 843 de 7 de setembro de 1923, então pertencente a Peçanha. Foi incorporado a Governador Valadares em 1938, após a emancipação desde município. A atividade agrícola continuou a ser uma importante fonte de renda da localidade.